# Kishegyes
Kishegyes (szerbül Мали Иђош / Mali Iđoš, németül Hedjesch) falu és község Szerbia Vajdaság tartományában, az Észak-bácskai körzet középső részén. A Krivaja folyó mentén helyezkedik el a Telecskai-dombok ölelésében, Topolya és Szenttamás között félúton.

## Kishegyes község
Kishegyeshez tartozik még két falu, Szeghegy és Bácsfeketehegy. (Előbbit a helyiek gyakran Szikics, az utóbbit pedig Feketics néven említik).
Területére nézve (181 négyzetkilométer) Kishegyes Szerbiában az egyik legkisebb község.
| \| Óbecse község Topolya község Kúla község Szenttamás község Verbász község KISHEGYES Szeghegy Bácsfeketehegy \| \| térkép szerkesztése \| | \| Óbecse község Topolya község Kúla község Szenttamás község Verbász község KISHEGYES Szeghegy Bácsfeketehegy \| \| térkép szerkesztése \| | \| Óbecse község Topolya község Kúla község Szenttamás község Verbász község KISHEGYES Szeghegy Bácsfeketehegy \| \| térkép szerkesztése \| | \| Óbecse község Topolya község Kúla község Szenttamás község Verbász község KISHEGYES Szeghegy Bácsfeketehegy \| \| térkép szerkesztése \| |
| Magyar név | Szerb név (ciril) | Szerb név (latin) | Népesség (2011) |
| --- | --- | --- | --- |
| Bácsfeketehegy | Фекетић | Feketić | 3945 |
| Kishegyes | Мали Иђош | Mali Iđoš | 4890 |
| Szeghegy | Ловћенац | Lovćenac | 3151 |
| Óbecse község Topolya község Kúla község Szenttamás község Verbász község KISHEGYES Szeghegy Bácsfeketehegy                                 | | | |
| térkép szerkesztése | | | |

## Története

### A középkrotól az újratelepítésig
A terület valószínűleg az ókor óta lakott. A mai falu határában folytatott 20. századi ásatások során avar-kori sírokat találtak. 2023-ban a Budapest-Belgrád vasútvonal felújítása során Kr. e. 1. és Kr. u. 5. század közötti szarmata település nyomaira bukkantak.
A falu neve a történelem folyamán először 1462-ben tűnik fel, amikor Mátyás király édesanyjának, Szilágyi Erzsébetnek Szabadka táján több pusztát ajándékozott, köztük Hegyesthwrolt is. Hegyes mint településnév 1476-ban bukkan fel először, amikor a Maróthiak Tisza-vidéki birtokait vették számba. Ebben a felsorolásban van: Szegegyház, Feketeegyház, Két-Sopronya, Kutas, továbbá Nagyhegyes és Kishegyes. A két falu, a velük felemlített többi helységből is következtetve, valószínűleg a mai falu határában helyezkedhetett el.
Az 1514-es Dózsa-féle parasztfelkelés során kezdődött meg a vidék pusztulása, majd az 1526-27-es Cserni Jován-féle szerb felkelés tetőzte. A török defterek (adókönyvek) már a szabadkai nahijében említik Kishegyest, 1580-82-ben és 1590-91-ben 18 házzal, Nagyhegyest  pedig 1580-ban 17 házzal és 1590-ben 23 házzal. Virág Gábor helytörténész szerint ekkor Kishegyesnek 90, míg Nagyhegyesnek 115 lakosa lehetett.
Az 1652. évi Wesselényi Ferenc-féle urbáriumban Hegyes is fel van említve. 1655-ben bevezetett birtokadományozás során a két Hegyes Wesselényi Ádám gróf tulajdonába került.  A török idők végére a vidék teljesen elnéptelenedett.
A törökök után is, 1703-ban, még ismerik e két pusztát törökkori kis falvakként.
Az 1721-es határőrvidékkel kapcsolatos intézkedések a két falut pusztaként sorolják fel, az egyiken Kis Higyos és Nagi Higijos, a másikon Parvohygos és Magnohygos néven szerepelnek.

### Az újratelepítéstől napjainkig

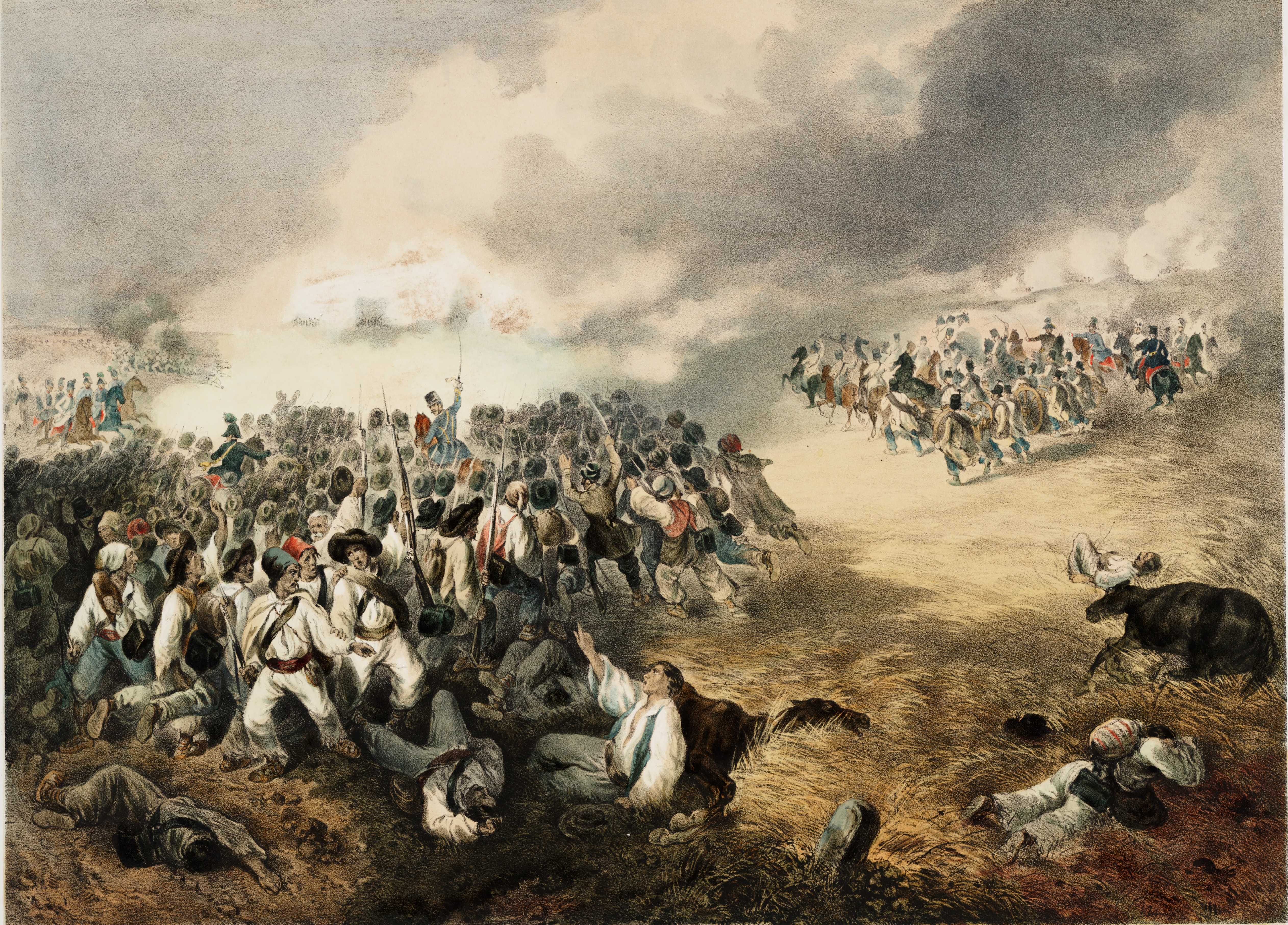
Jelenet az 1849-es kishegyesi csatáról, Johann Höfelich (1796-1849) litográfus munkája

Az újratelepítés 1769-ben történt, ekkor Békés megyéből, Békésszentandrásról 81 római katolikus család költözött a mai Kishegyes területére. A katolikusok parókiáját és plébániát 1776-ban alapították, és az anyakönyvi bejegyzések (matrikulák) is ez év óta léteznek. A Szent Anna tiszteletére emelt templomot 1788-ban szentelték fel. A falu az újratelepítés során a Krivaja (Bácsér) mentén épült fel, kezdetben 170-en laktak itt. 1815-ben iparosai önálló iparos céhbe tömörültek. A rendszeres orvosi ellátás 1826 óta folyamatosan működik.

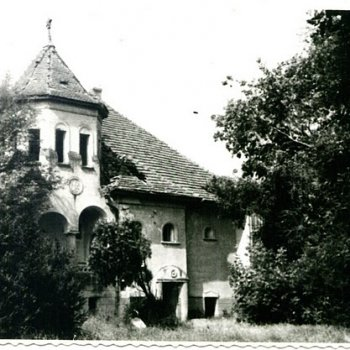
Pecze-kastély

A község földesura 1848-ig a királyi kincstár volt. 1849. július 14-én Guyon Richárd a falu közelében győzte le Jellacsics horvát bán többségben lévő seregét – s ezzel megvívta a szabadságharc utolsó győztes csatáját.
1874-ben szervezték meg az önkéntes tűzoltó testületet. Az óvodát 1896-ban alapították. Gyógyszertára 1903 óta van a falunak, ennek első bútorzata is látható a könyvtárban. A 18. század végétől van postája, 1895-ben távírót, 1913-ban telefont kapott a falu. Az 1900-as évek elején vasútállomása, gőzmalma, téglagyára és két pénzintézete volt a falunak. Villamosítása az 1910-es évék elején kezdődött meg.

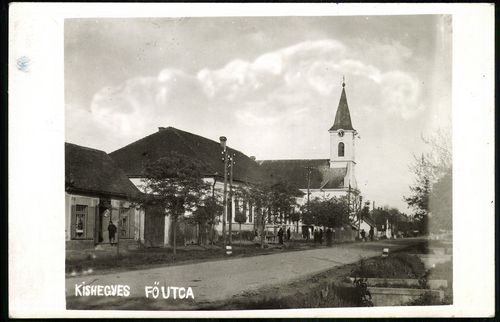
Kishegyes főutcája 1941-ben.

1920-tól a Szerb–Horvát–Szlovén Királyság része, a trianoni békeszerződésig Bács-Bodrog vármegyéhez tartozott.
1923-ban épült a falu határában Pecze Ferenc és Lendvai Terézia kastélya.
1941-ben a magyar csapatok bevonulásával újra magyar közigazgatás alá kerül, majd a második világháborút követően a kommunista Jugoszlávia része lett.
Az 1970-es évektől egyre inkább elterjedtek a szlovén vagy más néven alpesi típusú házak, melyet nagyrészt a külföldön vendégmunkát vállaló kishegyesi családok építették.
A délszláv háború alatt a helyi vállalkozások nagy része tönkrement. Sokan Magyarországon vállaltak munkát. Korábban jelentős szerepe volt a mezőgazdasági birtoknak, a fémfeldolgozó vállalatnak és a téglagyárnak. Mára társadalmi vállalataink magántulajdonba kerültek. Kishegyesen még mindig 30%-os a munkanélküliség.

## Kultúra
A falunak van óvodája, általános iskolája, könyvtára, egészségháza. Számos író, képzőművész, színész, zenész és újságíró pályafutása indult a faluból. Lajkó Félix és Rúzsa Magdi is Kishegyesen kezdte a karrierjét. A helyi művelődési élet mozgatója a Petőfi Sándor Művelődési Egyesület, elnöke Linka B. Gabriella. Az Egység Sportegyesület keretében pillanatnyilag a labdarúgó, sakk és a női kézilabda szakosztály működik. Az asztalitenisz klub neve Dombos Asztalitenisz Klub. Évenkénti rendezvények a Dombos Fest, Anna-napok, Csépe-emléknap (Hegyesi literatúra). Havonta megjelenik a kishegyesiek lapja a Szó-Beszéd. A faluban több civil szervezet működik sikeresen. A Maronka Károly Önkéntes Tűzoltó Testület 130 éves múltra tekint vissza.

## Demográfiai változások
Az 1890. évi népszámlálás szerint Kishegyes nagyközségben 5559-en éltek, ebből 5278 magyar, 247 német, 13 ruszin, 10 szlovák és 8 egyéb anyanyelvű. Vallás szerinti eloszlása  5108 római katolikus, 184 evangélikus, 182 izraelita, 52 református, 13 görögkatolikus és 19 egyéb keresztény.
Az 1900. évi népszámlálás szerint Kishegyes nagyközségben 5679-en éltek. Anyanyelv szerint 5505 magyar, 139 német, 9 szlovák, 20 ruszin, 5 szerb, vallás szerint 5337 római katolikus, 25 görögkatolikus, 131 evangélikus, 37 református, 145 izraelita.
Az 1980-as évekig Kishegyes lakossága,  az 1848–49-es szabadságharc és a világháborúk éveitől eltekintve, folyamatosan növekedett.
A szerbek a faluba, illetve Kishegyes község területére főleg az 1990-es évek délszláv háborúi alatt érkeztek mint menekültek főleg Horvátországból és Boszniából.
| 1921 | 1931 | 1948 | 1953 | 1961 | 1971 | 1981 | 1991 | 2002 | 2011 | 2022 |
| ---- | ---- | ---- | ---- | ---- | ---- | ---- | ---- | ---- | ---- | ---- |
| 6281 | 6042 | 6989 | 6803 | 6860 | 6603 | 6271 | 5803 | 5465 | 4890 | 4216 |

## Nevezetességek, látnivalók

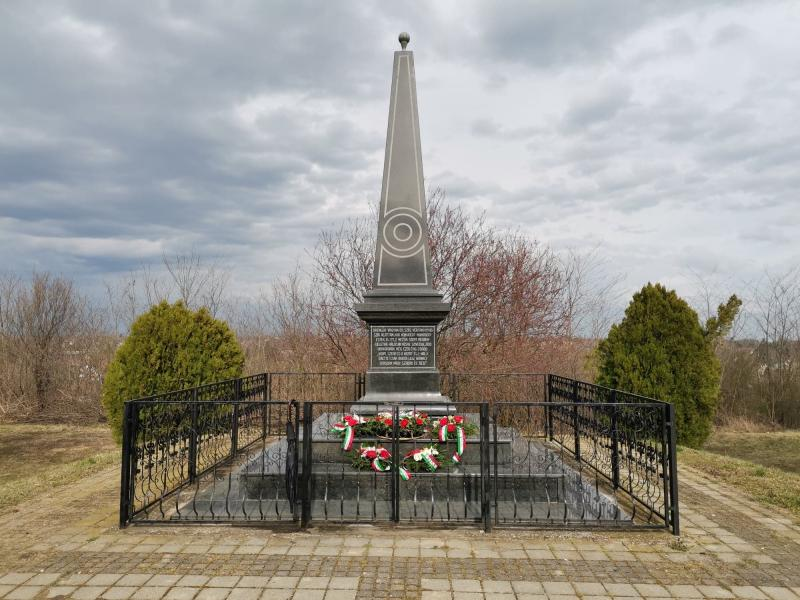
Az 1849-es hegyesi csata emlékműve

- Szent Anna-templom, a falu legrégebbi épülete, 1788-ban épült barokk stílusban. A templom ma is működő orgonáját Kovács István szegedi orgonakészítő mester készítette. A templom mai, végleges alakját 1939-ben nyerte el.
- Pecze-kastély, a falu határában épült 1923-ban, a Pecze-család tulajdonában volt, a század első felében rendezvényeket, bálokat és táncházakat rendeztek benne.
- Az 1849-es hegyesi csata emlékműve, egy obeliszk emlékezik a kishegyesi csatára.
- Jáni-ház, 1914-ben épült attikával díszített polgári ház, a Jáni család tulajdona, egykor hentesüzlet.
- Szőke Húgó ház, 1941-től a magyar csendőrség kishegyesi székhelye.
- Odescalchi-ház, a Fő utcán található 19. századi polgári épület, jelenleg a helyi közösség épülete.
- Kátai Tanya, 1995 óta működő túristalátványosság, rendezvényközpont, mely többek között nyári táboroknak is helyet szokott adni.
- A régió természeti látnivalókban is gazdag, mint például a Telecskai-dombság löszfalai.

## Híres emberek

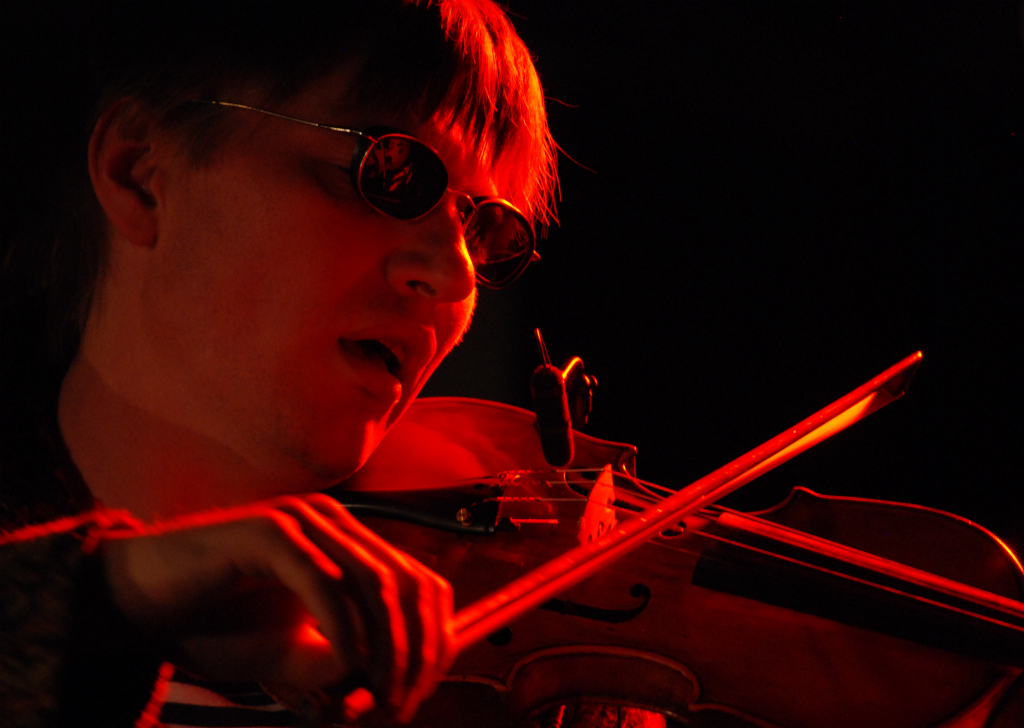
Lajkó Félix, hegedűművész

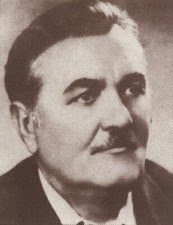
Csépe Imre, író

- Csépe Imre, vajdasági író, gyermekversek költője
- Dr. Deák Tibor, belgyógyász szakorvos és sportorvos
- Dudás István, labdarúgókapus
- Dudás Kálmán, költő, műfordító
- Hein Ferenc, német származású protestáns teológus és a bánáti evangélikus egyház püspöke.
- Horváth László, kulturális menedzser, a Fonó Budai Zeneház igazgatója, a Dombos Fest alapítója
- Kátai Géza, a Kátai Tanya kiötlője és tulajdonosa
- Kollár Ferenc, író, újságíró, szerkesztő, tudományos kutató
- Kormos Róbert, festőművész
- Lajkó Félix, világzenei hegedűművész és zeneszerző
- Margit István, szerkesztő, producer, fordító
- Marković Radmila, nyelvész, főiskolai tanár, író, költő
- Maronka Csilla, magyar színésznő, jelmeztervező
- Németh István, vajdasági magyar író, újságíró
- Németh László, festőművész
- Németh Zoltán, vajdasági magyar újságíró
- Rúzsa Magdolna, magyar énekesnő
- Szerbhorvát György, író, kritikus, újságíró, szerkesztő, szociológus
- Szőke Anna, néprajzkutató, pedagógus
- Id. Virág Gábor, helytörténész, tanár.
- Virág Gábor, író, szerkesztő, a Forum Könyvkiadó Intézet igazgató-főszerkesztője.
- Kocsis Árpád, író, filozófus. 1988-ban született Jugoszláviában. Kishegyesen él.
- Cziráky Imre, író. 1899-ben született Kishegyesen.

## Testvértelepülés
- Békésszentandrás, Budapest XVI. kerülete, Isaszeg, Kelebia (Magyarország), Örkény, Gádoros
- Simonyifalva

## Sport

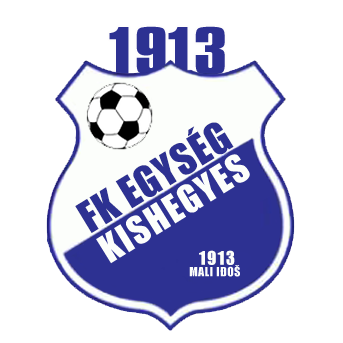
FK Egység Kishegyes logója

A településen az "Egység" sport klub létezik, amelyen belül többek között a labdarúgó szakosztály is működik FK Egység Kishegyes néven.
A labdarúgás 1913-tól játsszák szervezett keretek között Kishegyesen. Az első klub 1919-ben alakult KAC (Kishegyesi Atlétikai Club) néven. Története folyamán többször is változtatott nevet. 1932-1942. Bela Zvezda, 1942-1944 Bocskai. 1945-től napjainkig folyamatosan Egység néven szerepel. A labdarúgócsapat rendszeresen részt vett a bajnokságon, többször szerepelt a topolyai községi ligában, a szabadkai ligában és a bácskai ligában. 1939-1940 a Szabadkai Alszövetséghez tartozó Középbácskai 2. osztály bajnokságát nyerte meg, amelyben kilenc csapat szerepelt.
Az 1950-es években két esetben is selejtezőt játszott a vajdasági ligába jutásért, de ez egyik alkalommal sem sikerült. Ez az egyedüli klub a faluban amely a megalakulása óta megszakítás nélkül működik. A klub első elnöke Oláh Béla volt. A klub jelenleg a Szerb labdarúgó-bajnokság hatodik osztályában, a Topolya-Kishegyes Községi ligában szerepel. Klub ősi riválisa az 1946-ban a község Szeghegy nevű településébe betelepített montenegróiak által alapított "Njegoš". A FK Egység Kishegyes az utóbbi évtizedekben a Szerb labdarúgó-bajnokság ötödik osztályában szerepel, azonban az anyagi válság a kishegyesi klubot is elérte, így a 2009-2010 idényben alsóbb osztályba kényszerül, amelyből még azóta sem sikerült feljutnia. A klub történetének legnevesebb játékosa Dudás István volt, aki 1983 és 1988 között játszott Kishegyesen. Dudás játszott többek között a belga R. Charleroi SC csapatában is.

## Képek

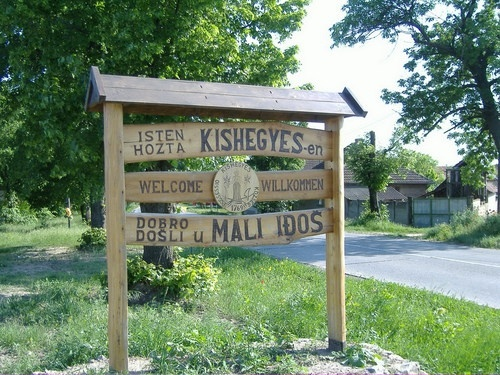
"Isten hozta Kishegyesen!" feliratú háromnyelvű üdvözlőtábla
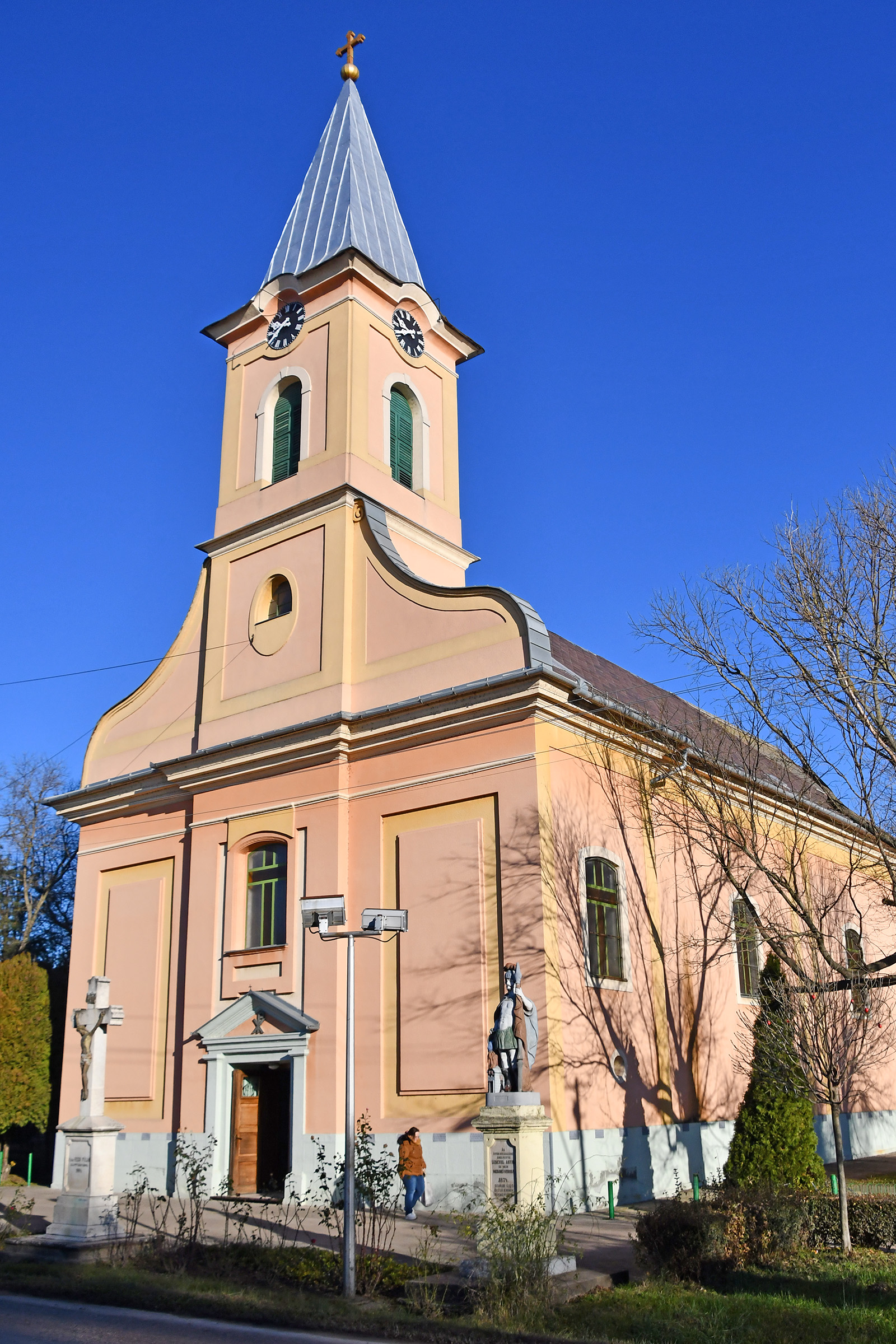
Szent Anna-templom a Fő utcán
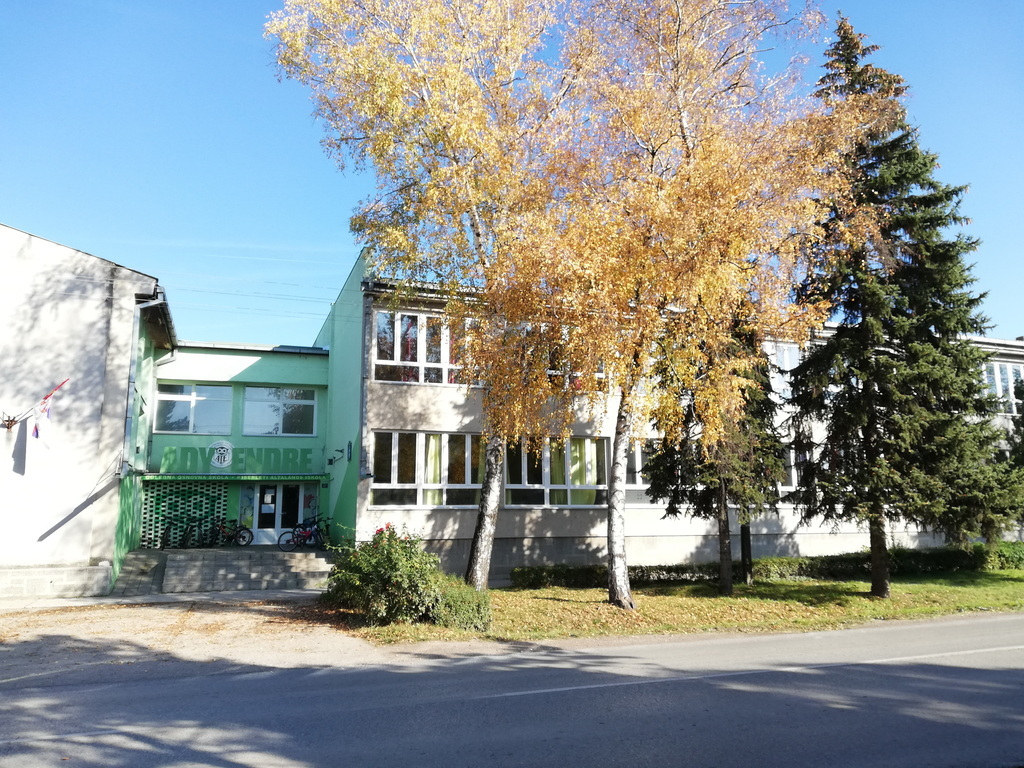
"Ady Endre" Kísérleti Általános Iskola
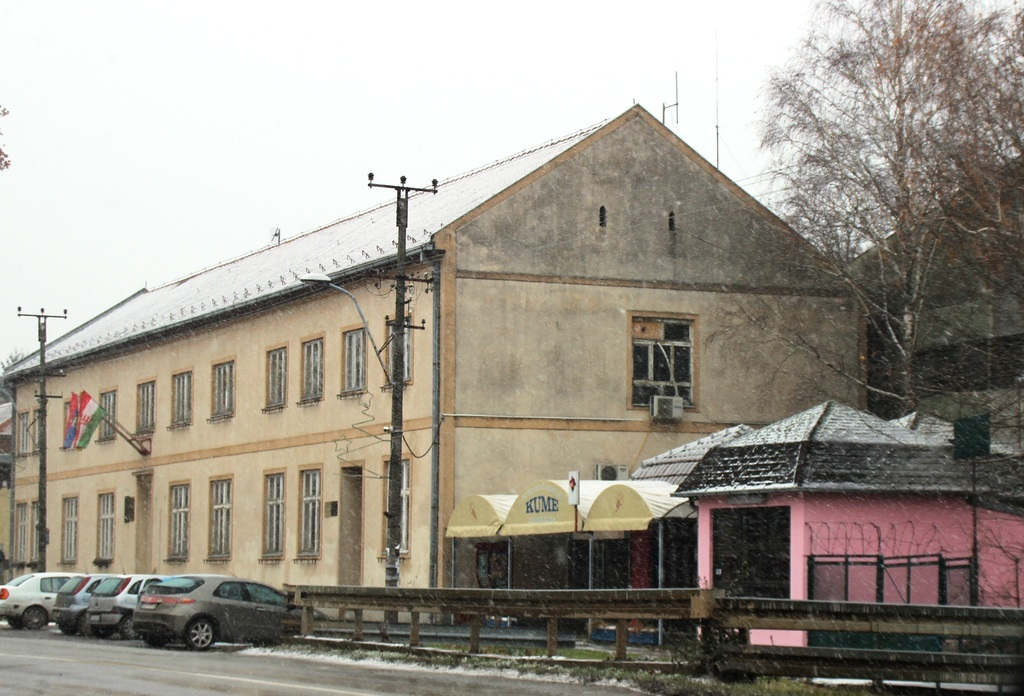
Községháza a Fő utcán
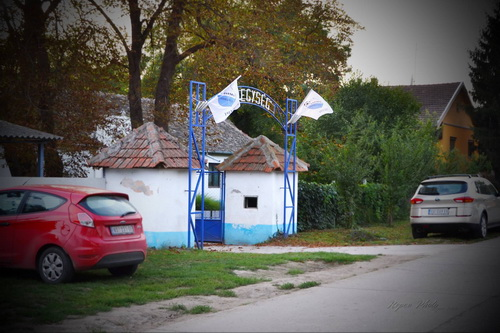
A focipálya főbejárata
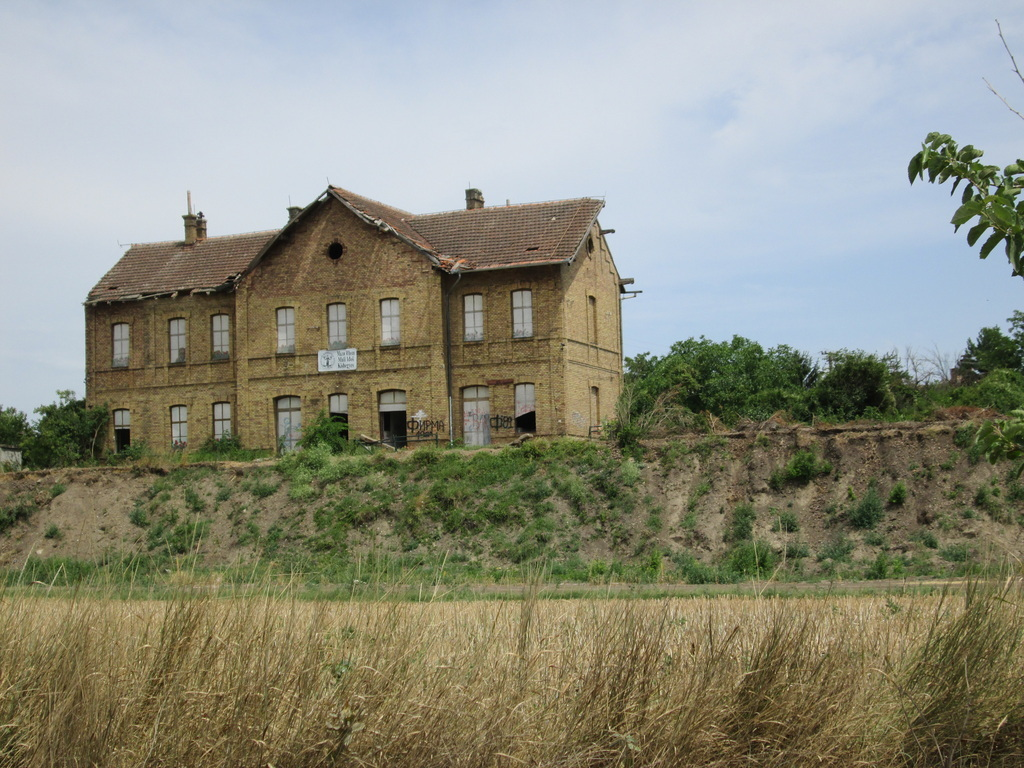
A kishegyesi vasútállomás
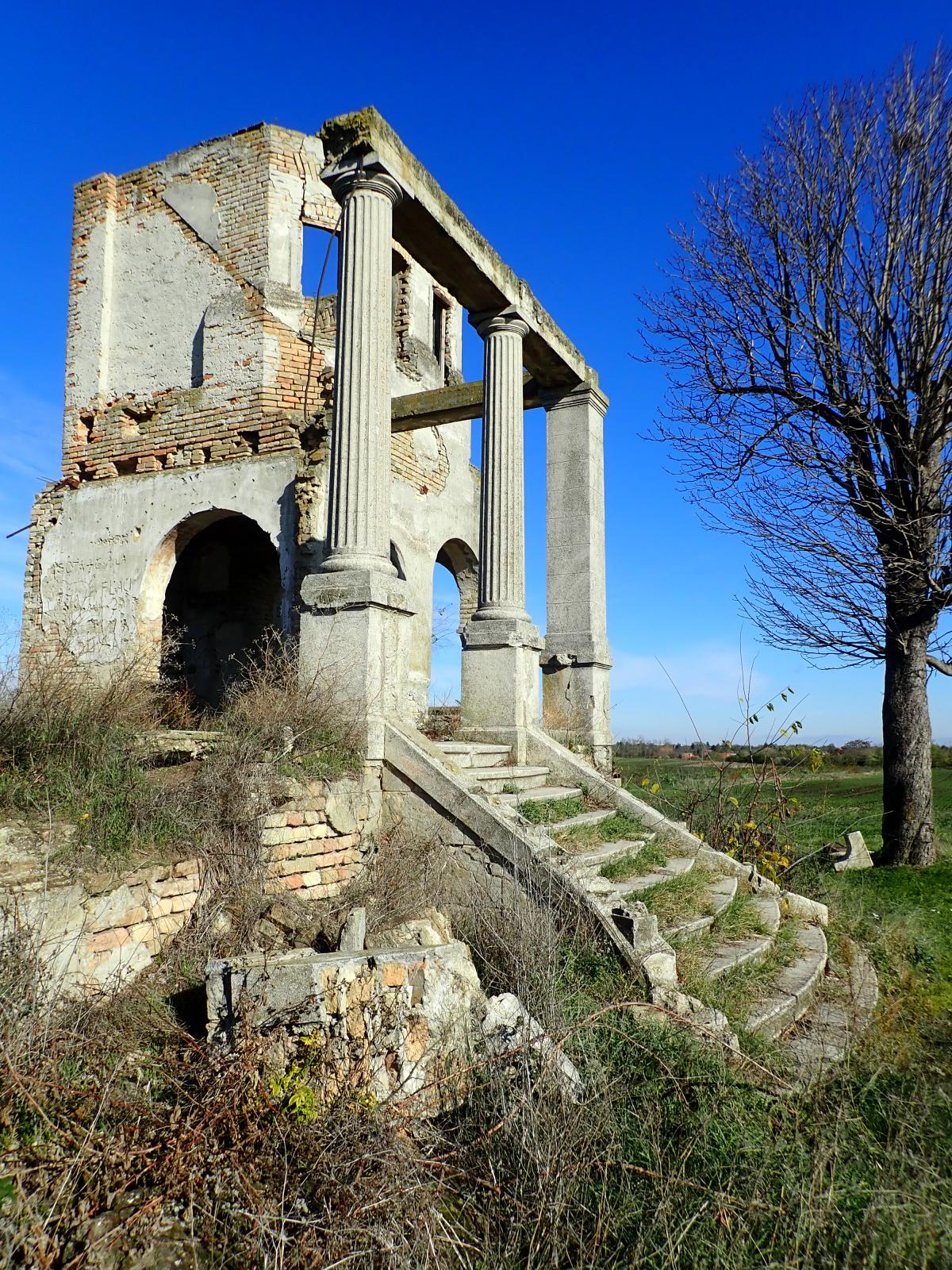
A Pecze-kastély romjai
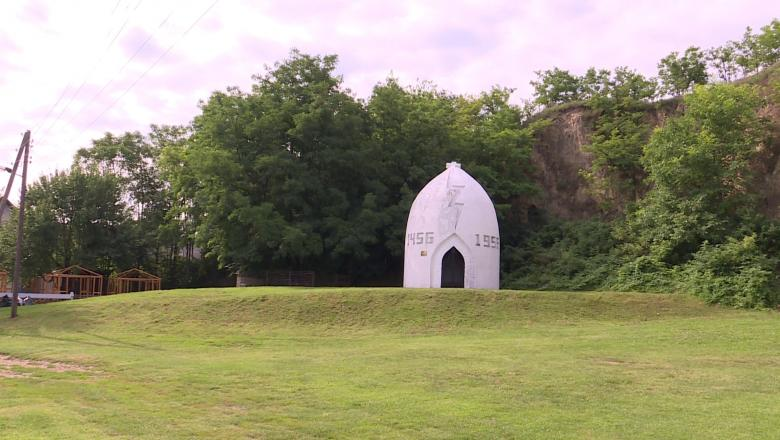
A kishegyesi domboldal a kemencével
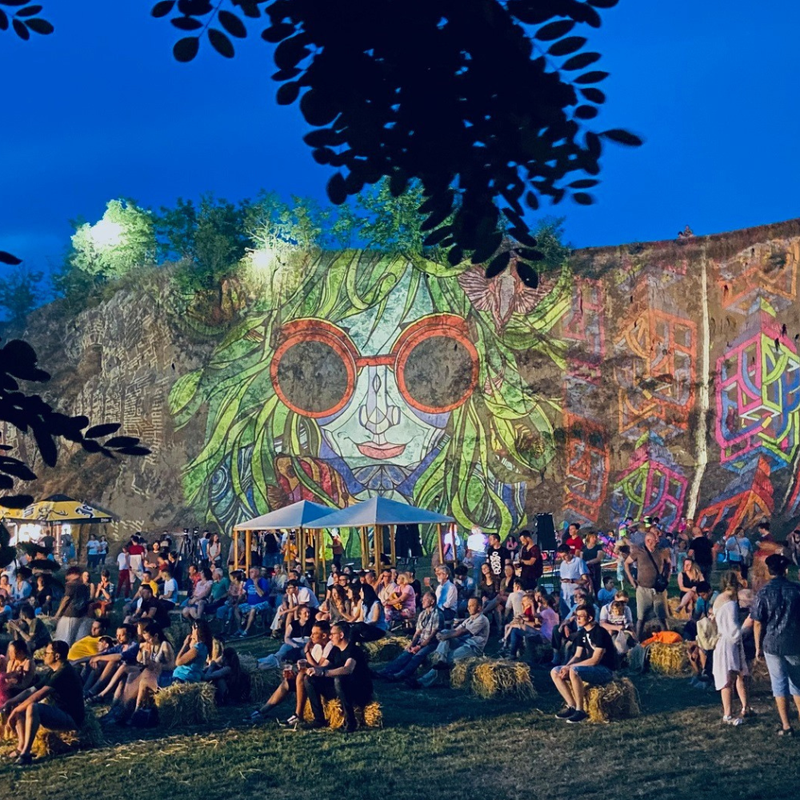
Dombos Feszt 2022

## Külső hivatkozások
- Kishegyes honlapja
- Szó-Beszéd Online, a kishegyesiek hírportálja
- A Vajdaság települései és címerei – Kishegyes Archiválva 2020. február 18-i dátummal a Wayback Machine-ben
- Kishegyes jubileuma – Magyar Szó, 2009. március 14.
- Vajdasági Magyar Digitális Adattár